# Free Democrats Group
Die Free Democrats Group (FDG, deutsch: Fraktion der Freien Demokraten) war eine Fraktion in der Parlamentarischen Versammlung des Europarates (PACE). Die Fraktion bildete sich im Sommer 2017 und wurde am 4. September 2017 formal registriert. Am 30. Juni 2019 wurde die Fraktion aufgelöst, da sie die Mindestmitgliederzahl nicht mehr erreichte.
Mit 22 Mitgliedern (Stand 20. März 2018) war sie die kleinste der damals sechs Fraktionen in der PACE. Ihr gehörten acht Mitglieder der türkischen Regierungspartei AKP, sechs italienische und vier Mitglieder aus Aserbaidschan an. Dazu kamen je ein Vertreter aus Serbien, Bosnien und Herzegowina, Mazedonien und San Marino. Vorsitzende war Adele Gambaro, eine für die Fünf-Sterne-Bewegung gewählte, inzwischen parteilose, italienische Senatorin.
Die FDG galt als pro-russische und pro-aserbaidschanische Fraktion. Die FDG wurde in Folge des Ausschlusses der russischen Delegation in der PACE nach der völkerrechtswidrigen russischen Annexion der Krim gegründet.
| Türkei                  | AKP               | 8 |
| Italien                 | –                 | 4 |
| Italien                 | Forza Italia      | 1 |
| Italien                 | Lega Nord         | 1 |
| Serbien                 | Nova Srbija       | 1 |
| Aserbaidschan           | –                 | 2 |
| Aserbaidschan           | ADMP              | 1 |
| Aserbaidschan           | BQP               | 1 |
| Bosnien und Herzegowina | SNDS              | 1 |
| San Marino              | Repubblica Futura | 1 |
| Mazedonien              | Lëvizja Besa      | 1 |